# Monica Z (album)
Monica Z är ett musikalbum med Monica Zetterlund från 1989.
Skivan innehåller bland annat nyinspelningar av välkända låtar ur sångerskans repertoar. I arrangemangen blandas storband med syntar.

## Låtlista
1. I morron (Musik: Bruno Martino – svensk text: Hans Alfredson) – 5:29
  - Originaltitel: Estate
  - Monica Zetterlund — sång
  - Malando Gassama — percussion
2. Att angöra en brygga (Text: Hans Alfredson, Tage Danielsson – musik: Lars Färnlöf) – 3:21
  - Monica Zetterlund — sång
  - Malando Gassama — percussion
3. Men tiden går (Musik: Herman Hupfeld – svensk text: Hans Alfredson, Tage Danielsson) – 4:51
  - Originaltitel: As Time Goes By"
  - Monica Zetterlund — sång
  - Sture Åkerberg — bas
4. Het sommar (Povel Ramel) – 4:50
  - Monica Zetterlund — sång
  - Sture Åkerberg — bas
5. Lär mig i kväll (Musik: Gene de Paul – svensk text: Lars Nordlander) – 3:42
  - Originaltitel: Teach Me Tonight
  - Monica Zetterlund — sång
  - Malando Gassama — percussion
6. Bedårande sommarvals (Musik: Toots Thielemans – svensk text: Hans Alfredson, Tage Danielsson) – 3:02 
  - Originaltitel: Bluesette
  - Monica Zetterlund — sång
  - Malando Gassama — percussion
7. Mitt skepp (Musik: Kurt Weill – svensk text: Lars Forssell) – 4:16
  - Originaltitel: My Ship
  - Monica Zetterlund — sång
  - Sture Åkerberg — bas
8. Destination Moon (Musik: Marvin Fisher, Roy Alfred – svensk text: Lars Nordlander) – 3:03
  - Monica Zetterlund — sång
  - Sture Åkerberg — bas
9. Höst (Musik: Hoagy Carmichael – svensk text: Lars Nordlander) – 4:27
  - Originaltitel: Stardust
  - Monica Zetterlund — sång
  - Malando Gassama — percussion
10. En liten grabb (Musik: Neal Hefti – svensk text: Hans Alfredson) – 5:57
  - Originaltitel: Li'l Darling
  - Monica Zetterlund — sång
  - Sture Åkerberg — bas

- Arrangemang: Lasse Bagge
- Syntarrangemang: Ronald Bood

## Medverkande
- Monica Zetterlund — sång
- Toots Thielemans — munspel
- Rune Gustafsson — gitarr
- Johan Norberg — gitarr
- Lasse Bagge — flygel, synthesizer
- Ronald Bood — synthesizer
- Stefan Blomqvist — flygel, synthesizer
- Sture Åkerberg — kontrabas
- Johan Dielemans — trummor
- Malando Gassama — percussion
- Gösta Rundqvist — flygel
- Leif Fredriksson — trummor (5)
- Stockholm Jazz Orchestra — storband
- Stråkar:
- Christian Bergqvist — violin
- Tale Olsson — violin
- Per Sporrong — violin
- Patrik Swedrup — violin
- Monica Haraldsson — violin
- Torbjörn Bernhardsson — violin
- Hans Åkeson — viola
- Susanne Gaksten — viola
- Christina Wirdegren — cello
- Ulrika Edström — cello